# Ehestandshilfe
Ehestandshilfe war in der Zeit des Nationalsozialismus eine Steuer, die von allen ledigen Lohn- und Gehaltsempfängern mit einem Arbeitslohn von mehr als 75 Reichsmark sowie von allen ledigen Einkommensteuerveranlagten erhoben wurde, soweit sie das 55. Lebensjahr nicht überschritten hatten. Auch von Geschiedenen, Witwen und Witwern wurde sie erhoben, soweit keine Kinder vorhanden waren.
Die Höhe der Steuer schwankte zwischen zwei und fünf Prozent des Bruttoarbeitslohnes.  Das Aufkommen der Ehestandshilfe sollte die Ausgaben für die Ehestandsdarlehen decken. Das wurde jedoch nie erreicht. Ehestandsdarlehen benötigten 1934 etwa sechsmal so viel Steuergelder wie die Ehestandshilfe an Steuern einbrachte.
Die Ehestandshilfe wurde ab Juli 1933 bis Ende 1934 erhoben und dann in den Tarif der Einkommensteuer eingebaut. Die Idee zur Einführung dieser Steuer stammte von Fritz Reinhardt, dem Finanzfachmann der NSDAP und Staatssekretär im Reichsfinanzministerium.